# Claustre de Sant Tròfim

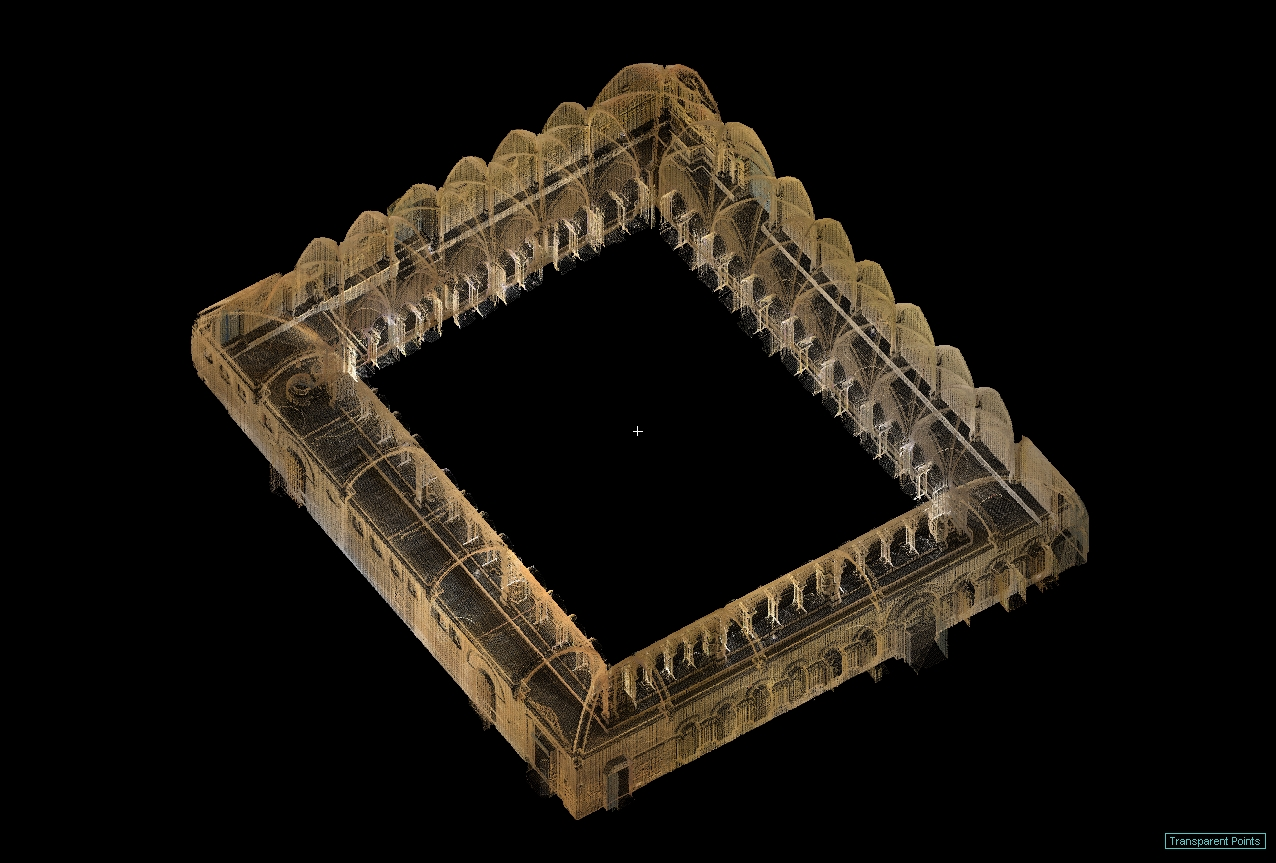
Recreació digital del claustre

El Claustre de Sant Tròfim és un claustre dins l'antiga catedral d'Arle, datat dels segles XII i XIV.
La ubicació d'aquest claustre és estranya, perquè no està unit a la nau ni al creuer. Es comunica amb el cor per una escala de vint-i-cinc esglaons. Aquest claustre té una forma si fa no fa rectangular, de 28 m de llarg i 25 m d'amplada. Unes dimensions comparables es troben a Provença només als claustres de l'abadia de Thoronet, a la de Senhanca o la de Montmajor.
La construcció del claustre començà poc després del 1150, amb la galeria nord, que aviat serà seguida per la de l'est. Fins al final del segle XIV no es completà el claustre, amb la galeria oest i després de la galeria sud, sota el bisbat de Jean de Rochechouart (1390-1398). Com a resultat d'aquests diferents períodes de construcció, hi ha dos estils diferents per a les galeries: el romànic per a la nord i est, i el gòtic per a les altres dues.
El claustre mostra una cerca de perfecció plàstica, amb un gran equilibri de volums i una alta qualitat de l'ornamentació escultòrica.
Es classificà com a Monument Històric d'ençà del 1846. I com a Patrimoni de la Humanitat per la UNESCO, com a monuments romans i romànics d'Arle del 1981 ençà.

## Planta general

Planta del claustre

## Les galeries romàniques
Cadascuna de les dues galeries romàniques conté tres trams separats per arcs que recolzen sobre pilars quadrats. Cada tram s'obri al pati per quatre arcs de mig punt que cauen sobre columnes prismàtiques, redones o poligonals. Els trams estan separats per pilars grossos que sostenen el pes dels arcs.

### Galeria nord

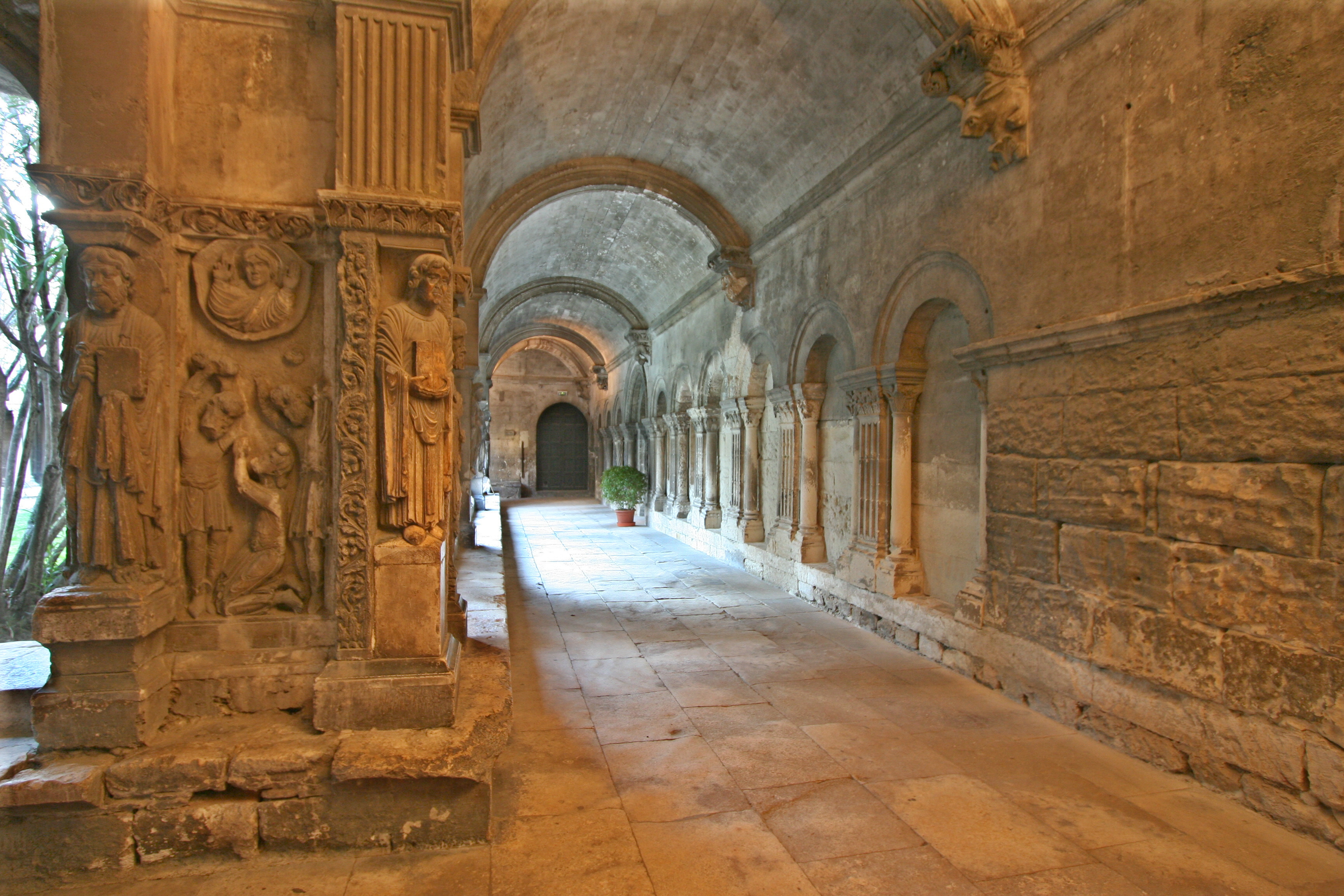
Galeria nord i pilar nord-est d'esquerra a dreta: Sant Andreu, La lapidació de sant Esteve i Sant Esteve

Els dos temes primordials de la decoració esculpida d'aquesta galeria nord són la resurrecció de Crist i els patrons de la ciutat: Tròfim d'Arle i Esteve màrtir.
Al pilar de la cantonada nord-oest es representa sant Tròfim, fundador de l'església local i en el segle xii primer patró de l'abadia. A la seua dreta apareix sant Pere, que, segons la llegenda, hauria enviat sant Tròfim per a evangelitzar la Gàl·lia. A la seua esquerra és Joan l'Apòstol.

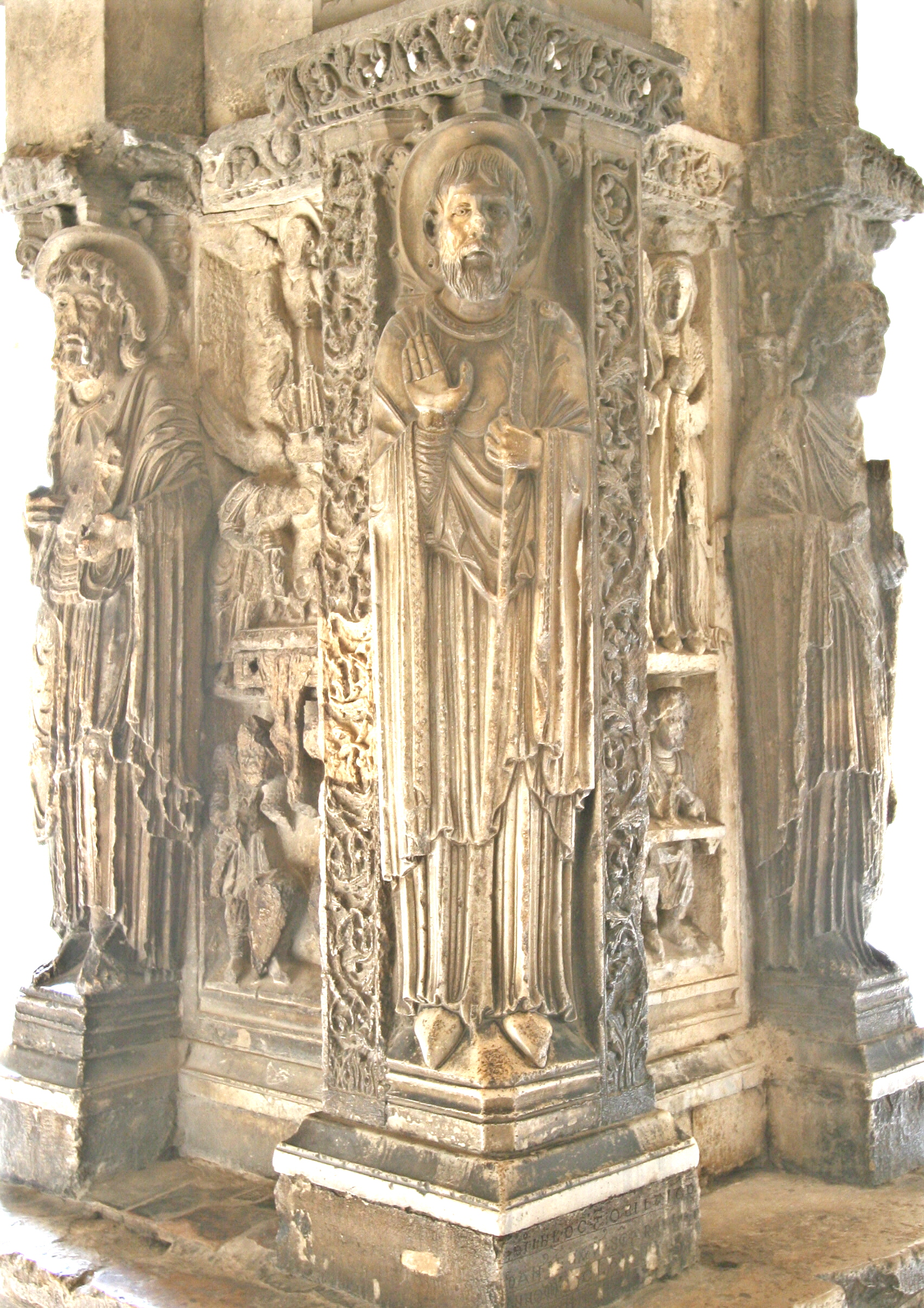
Pilar nord-oest amb sant Pere, la resurrecció, sant Tròfim, les tres santes maries i els mercaders d'espècies, i sant Joan l'Evangelista

Les tres estàtues de sant Tròfim, sant Pere i sant Joan són d'una qualitat excepcional i es troben entre les escultures romàniques més admirables de Provença. L'escena dels comerciants d'espècies és prou estranya; també, però, es pot veure en els frisos de Sant Gèli (Gard) i Bellcaire (Gard).

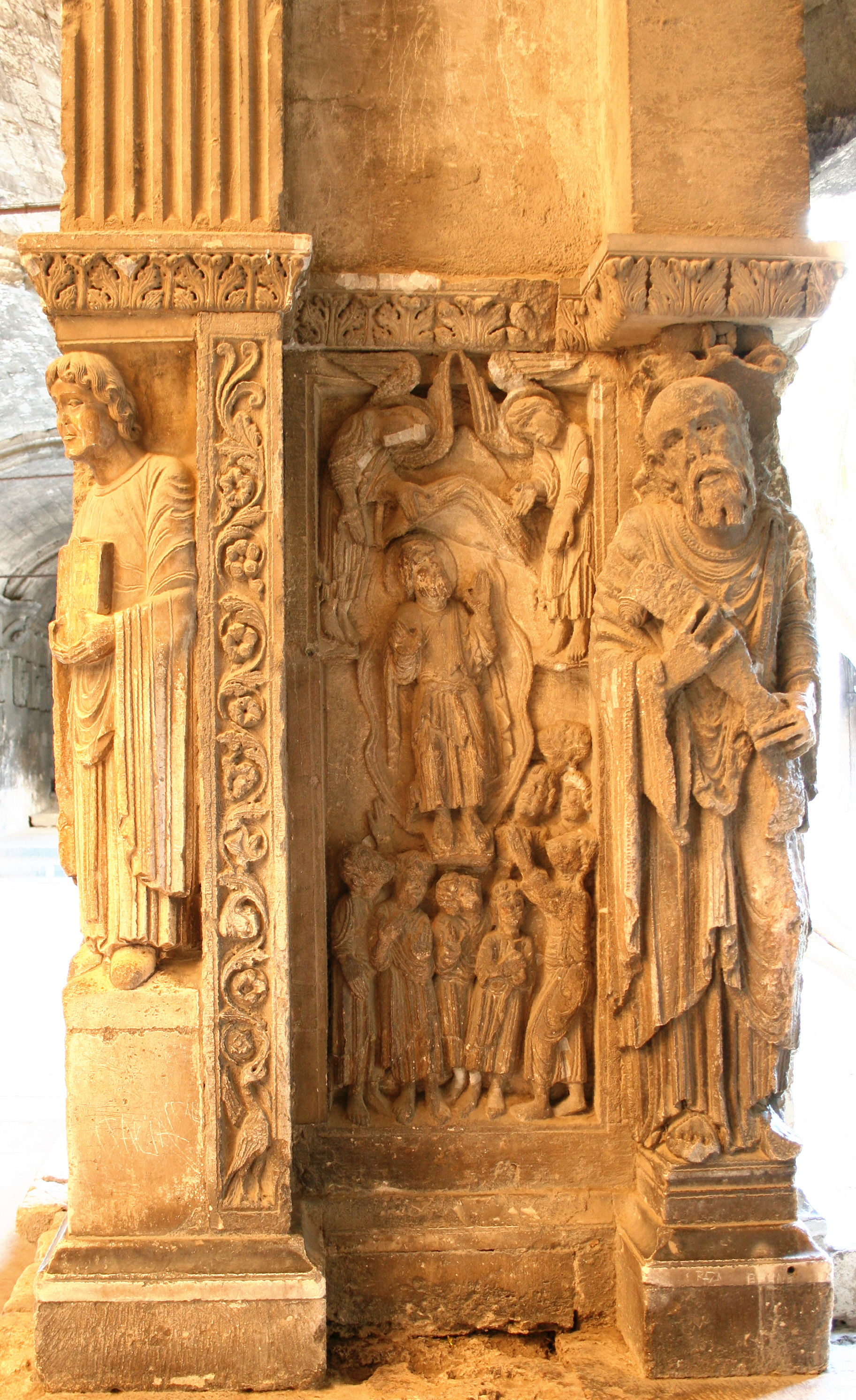
Pilar nord-est: sant Esteve, Ascensió i sant Pau

Els dos pilars mitjans de la galeria nord, d'estructura més senzilla, estan dedicats a una representació d'una escena única amb tres personatges. En el primer apareix Crist envoltat pels dos pelegrins d'Emmaús (Palestina). S'hi representa Crist, la figura central, portant un pal i una mostassa decorada amb petites flors. Un dels dos pelegrins porta el pal i la carabassa de peregrí; ell porta una gorra amb una petxina, evocant el Camí de Sant Jaume, del qual Arle és un escenari.
El pilar del cantó nord-est té una composició simètrica a la del pilar nord-oest amb l'estàtua de sant Esteve al centre, principal mecenes de la basílica durant quasi set segles.

### Galeria est

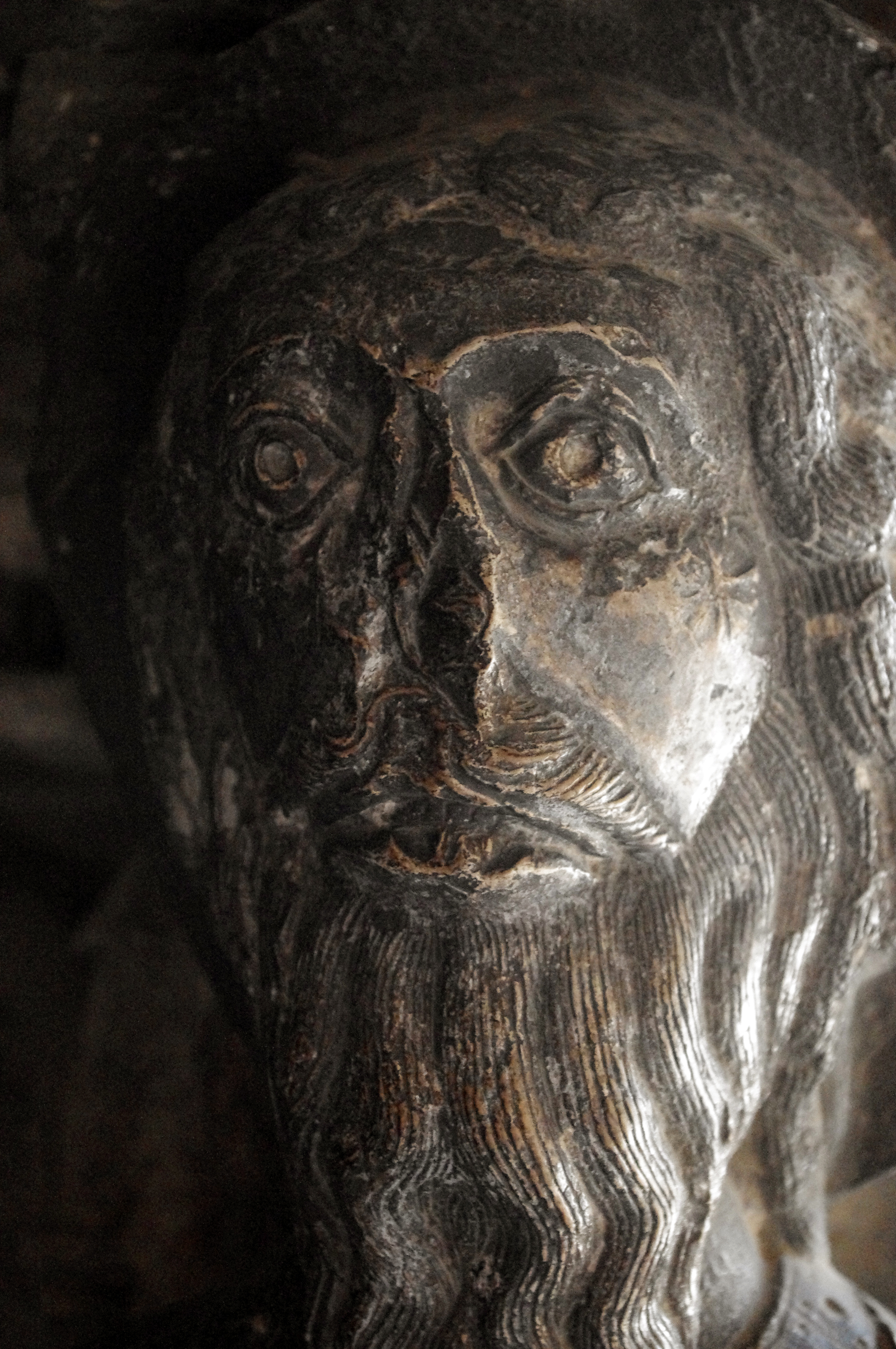
Cap de Gamaliel, galeria est

Realitzada poc després de la galeria nord, aquesta galeria és més ampla que l'anterior, amb un ordre semblant. Les representacions giren a l'entorn de la vida i la passió de Crist.
L'estàtua central del pilar contigu ha desaparegut i només hi resten les que l'emmarcaven: el rei Salomó i la reina de Sabà.
El pilar del cantó sud-est és semblant al de l'ala nord. Hi ha una magnífica pica d'aigua beneïda el got en forma de petxina de la qual de petxina el sosté un atlant. Una estàtua de la cantonada representa Gamaliel, que, segons la llegenda, era cosí de sant Tròfim. En tots dos costats de la font també hi ha dos baixos relleus: el primer amb el bes de Judes, la Santa Cena i la rentada de peus, i el segon representa el baptisme i les temptacions de Crist.

## Les galeries gòtiques

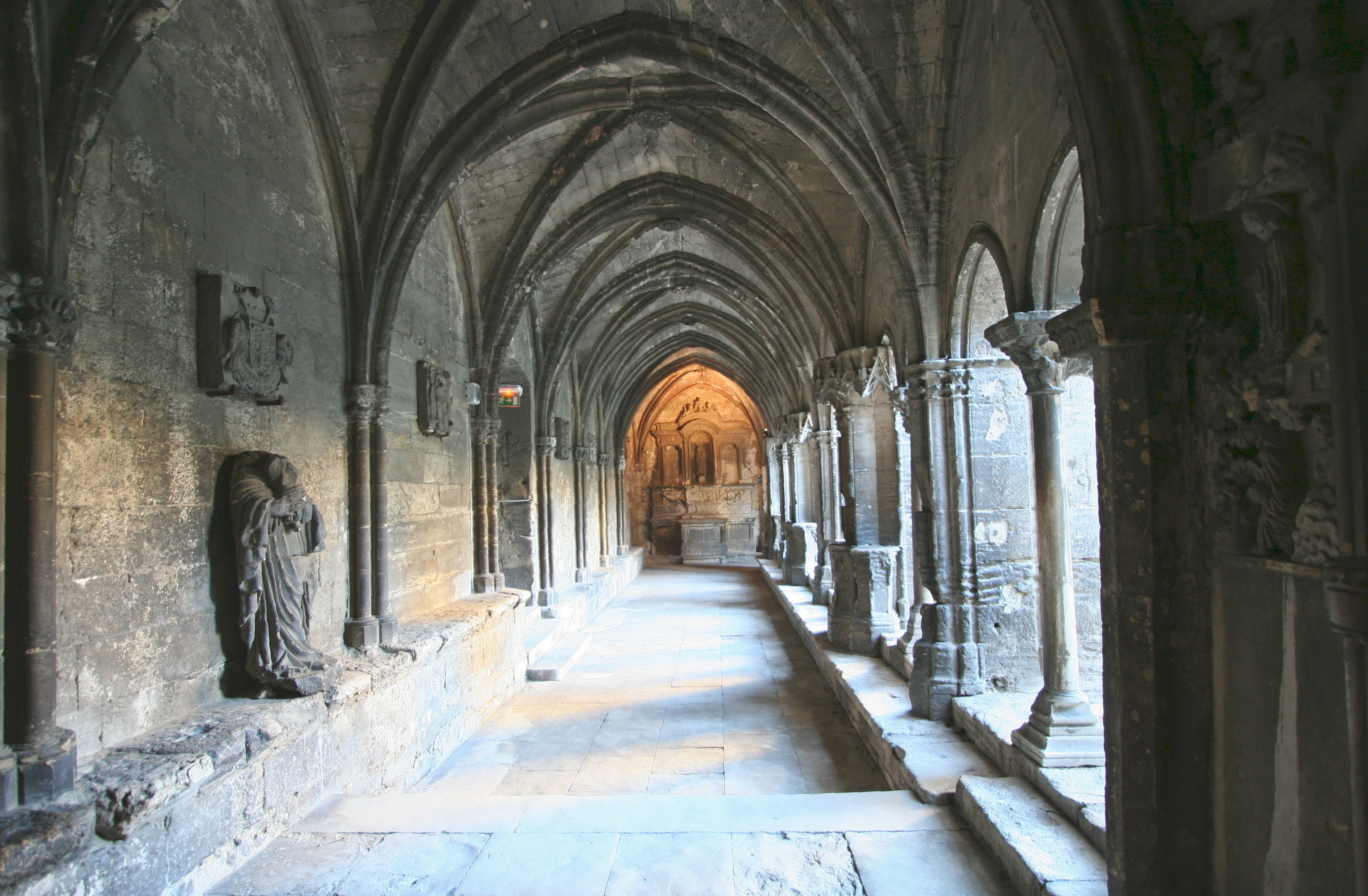
Galeria sud (gòtica) del claustre de Sant Tròfim, Arle

Les dues galeries gòtiques amb volta de creueria s'obrin al pati per dues arcades sobre columnes geminades.

### Galeria sud
La galeria sud enclou sis trams separats per pilars alternativament prims i reforçats. Tota la iconografia es dedica al patró, sant Tròfim. Les escenes, llargues i inexplicables, representen els episodis principals del "Romànic de Sant Tròfim", un poema compost el 1221-1226: Crist beneint el cementeri d'Aliscamps davant de sant Tròfim, i episodis d'un miracle: un jove cavaller, culpable de bufetejar l'arquebisbe Turpin, és sentenciat a mort amb nou dels seus pars per Carlemany. Totes aquestes persones penjaven de la forca de Fourchon, però gràcies a la intercessió de sant Tròfim, són perdonades per déu. Davant aquest miracle, Carlemany els perdona.
Els nínxols en la galeria sud antigament contenien estatuetes.

### Galeria oest
La galeria occidental data de mitjan segle XV. Té set trams separats per pilars iguals. La iconografia representa temes poc relacionats: la lapidació de sant Esteve, Samsó matant un lleó, Marta de Betània i la tarasca, Maria Magdalena besant els peus de Crist i la coronació de la Mare de Déu.(6)

Pilars i escultures
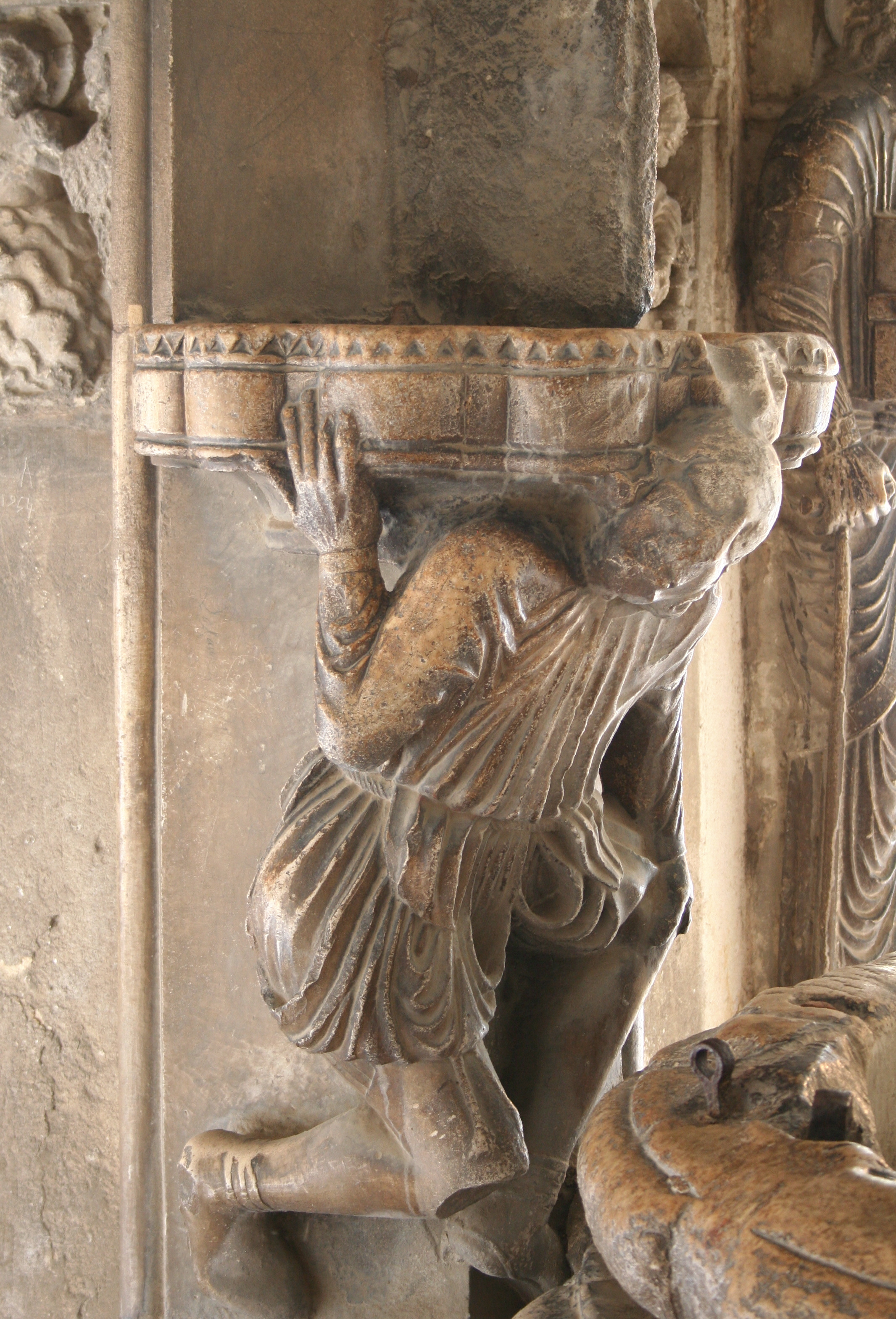
Pilar sud-est: figura a la gatzoneta que sosté la conca d'una font d'aigua beneïda
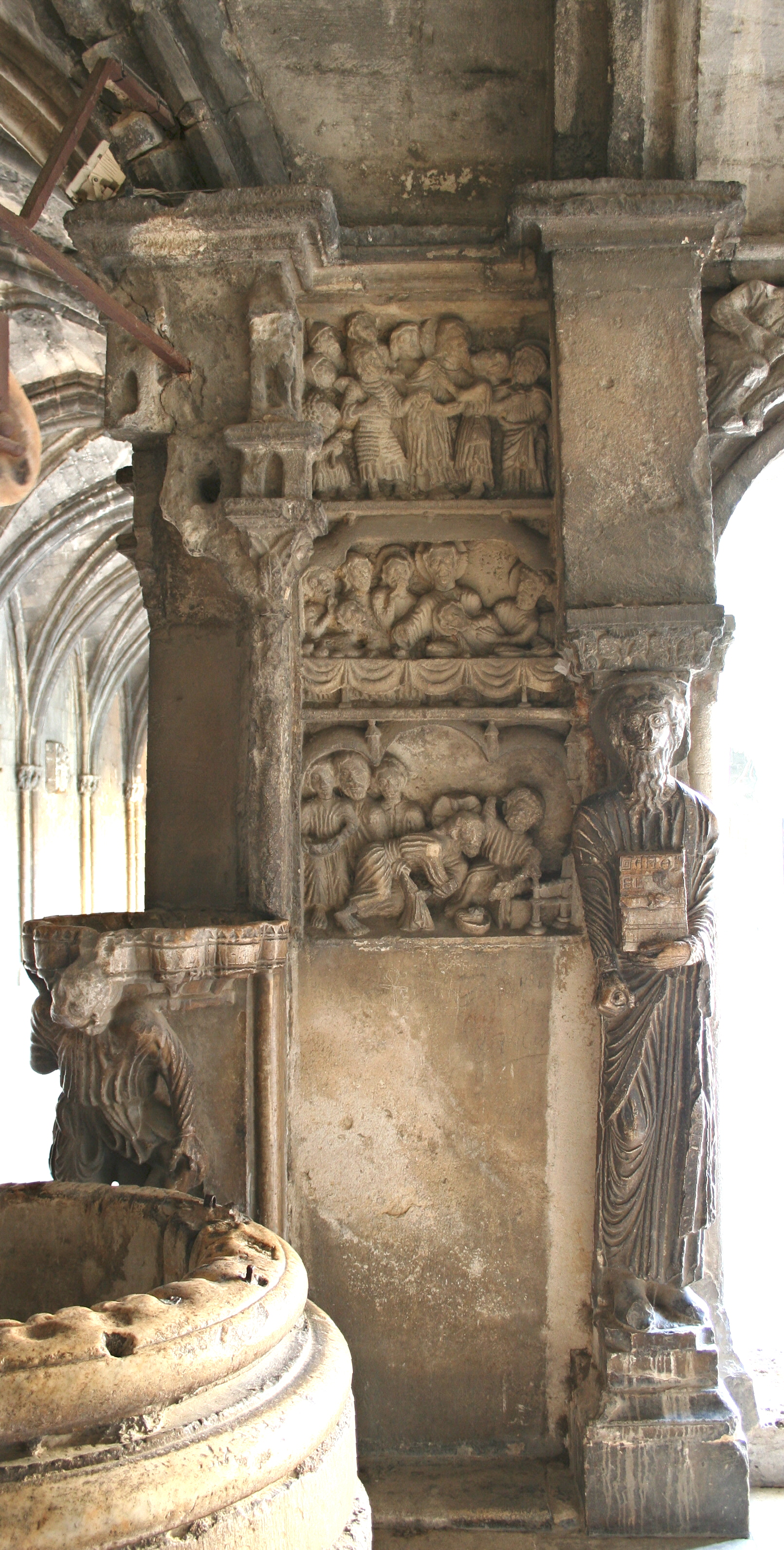
Pilar sud-est: el bes de Judes, l'Últim Sopar i la rentada de peus
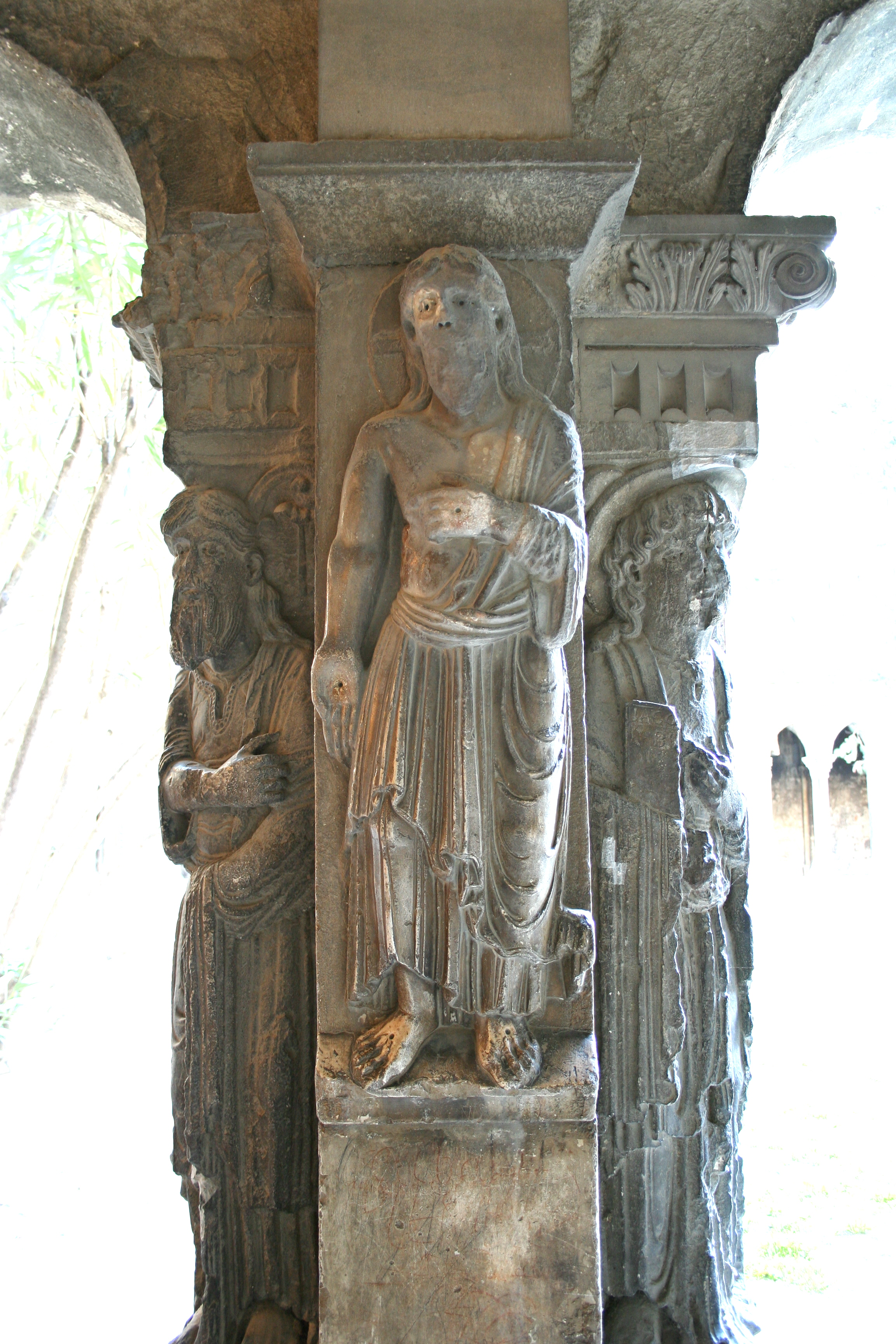
Pilar nord: sant Tomàs, Crist mostrant les ferides i Jaume el Major

## Les tapisseries
En una sala situada al nord del claustre s'exposen set tapissos de finals del segle XVII que representen la història de Jofré de Bouillon en la primera croada. Sis d'aquests tapissos, amb vora marró, s'elaboraren als tallers de la ciutat de Falatin. Només un, que representa la Nativitat de Maria, és d'Au Buçon, amb vora blava.(6) 

Tapissos del claustre de Sant Tròfim
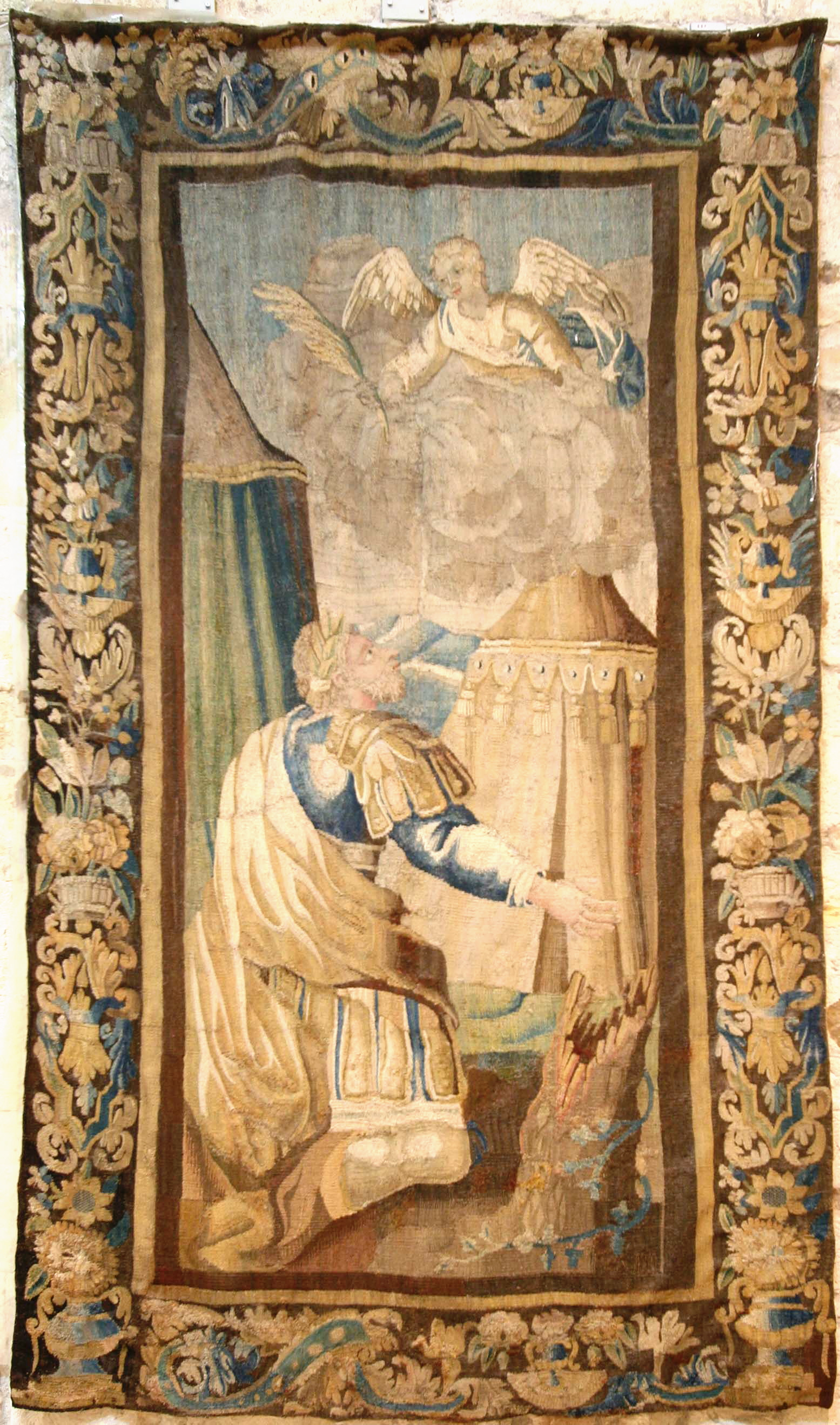
Jofré de Bouillon i l'arcàngel
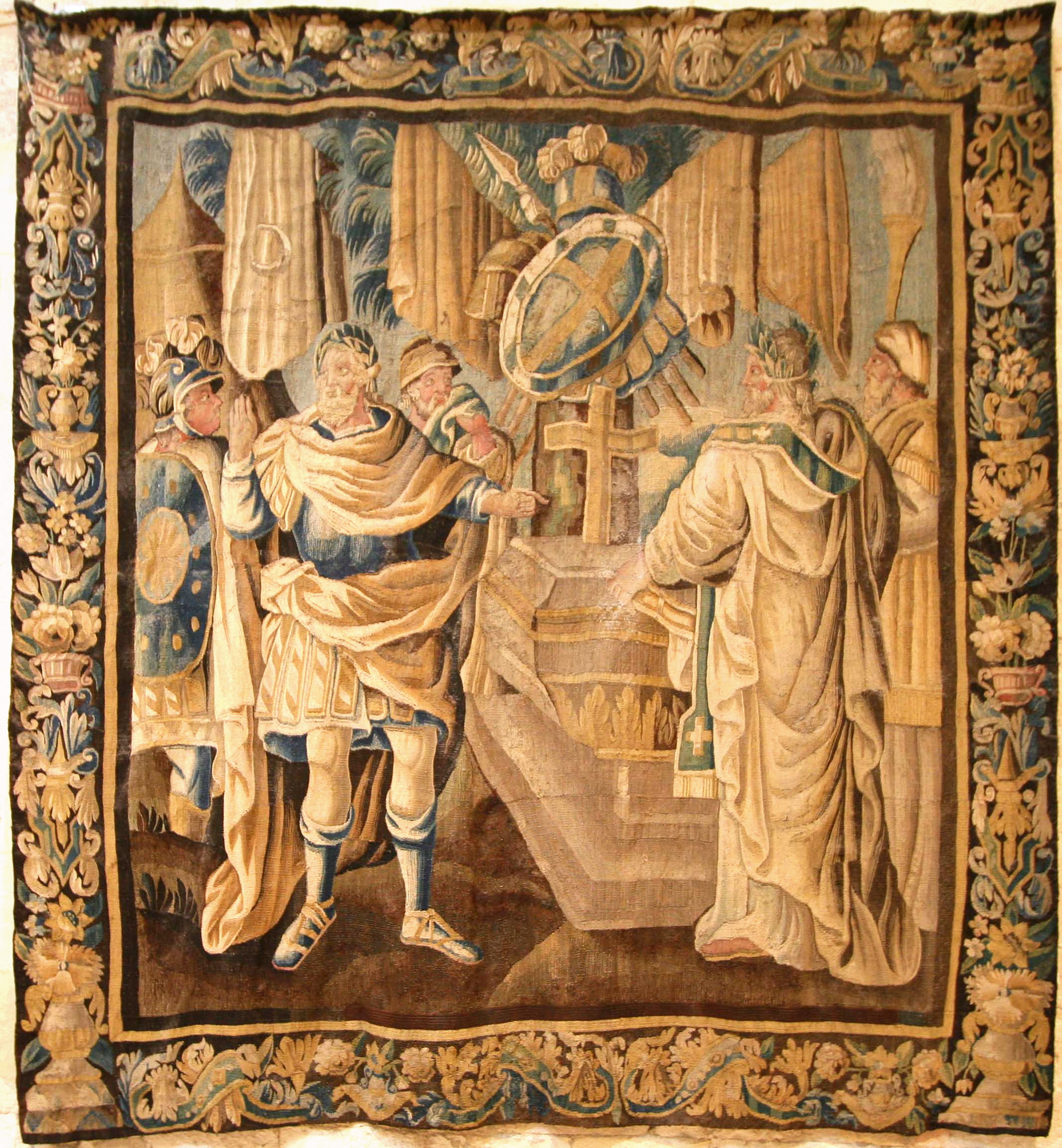
Mort del cavaller Dudon
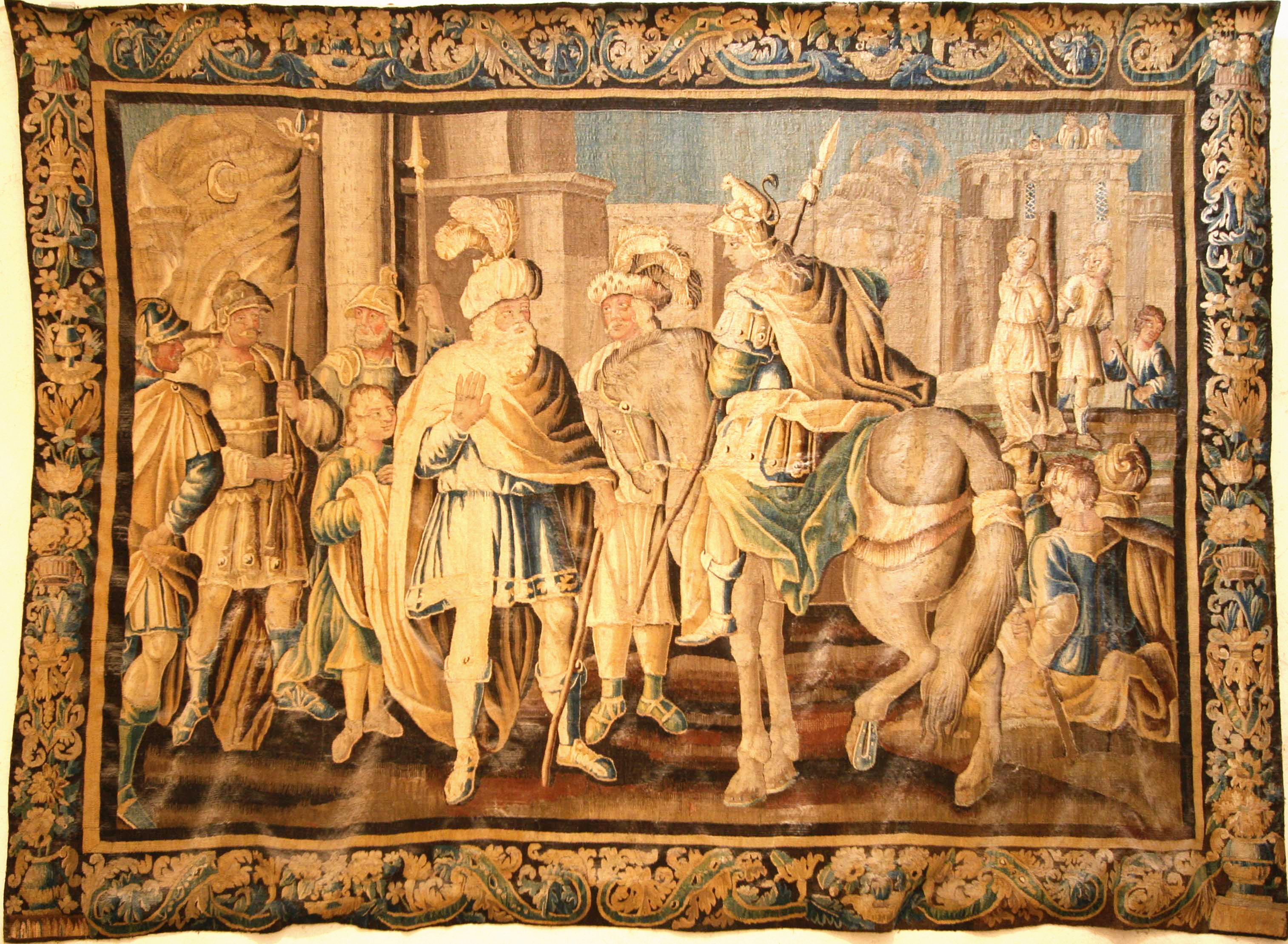
Aladí i Clorinda
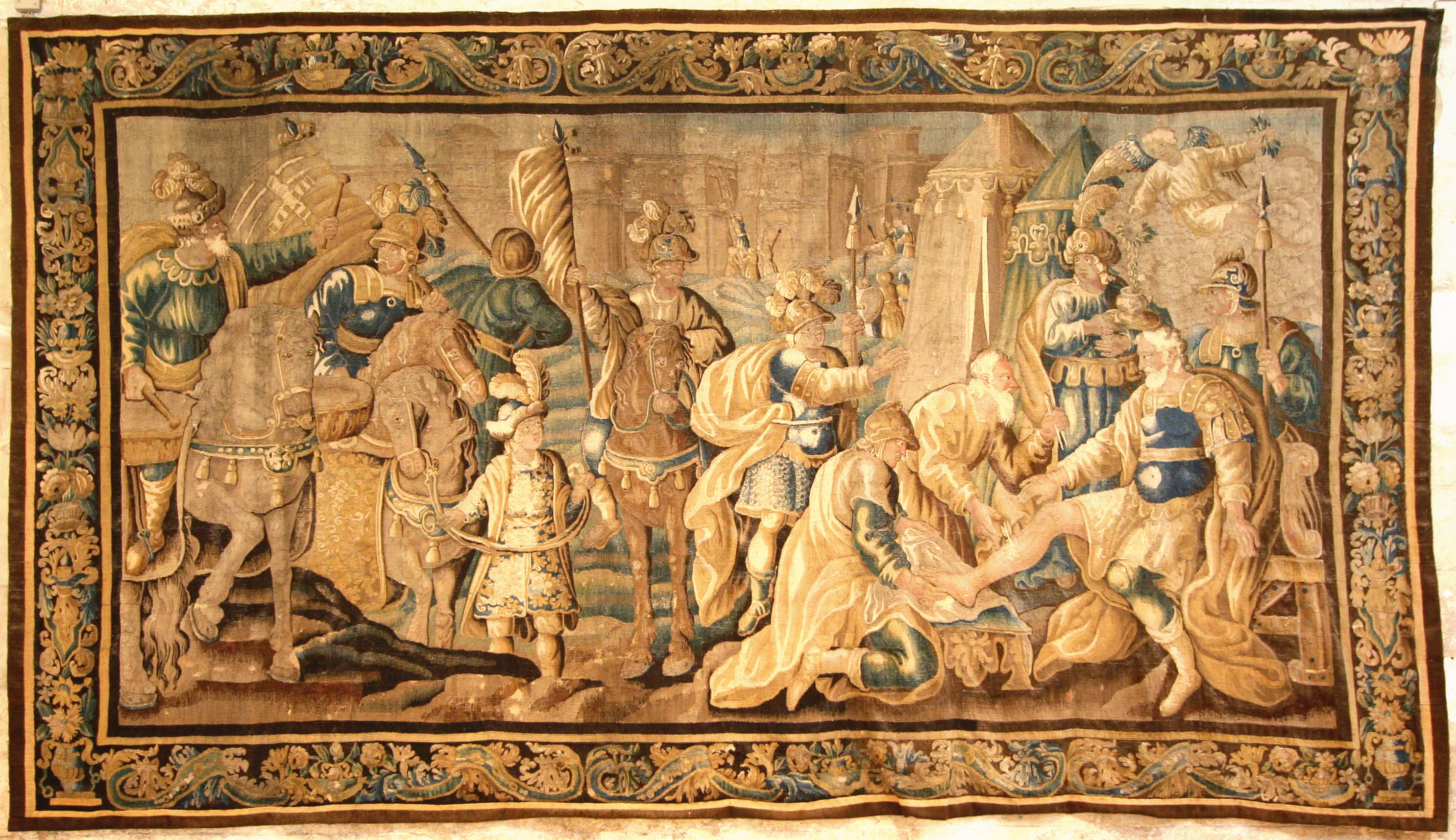
La ferida de Jofré de Bouillon
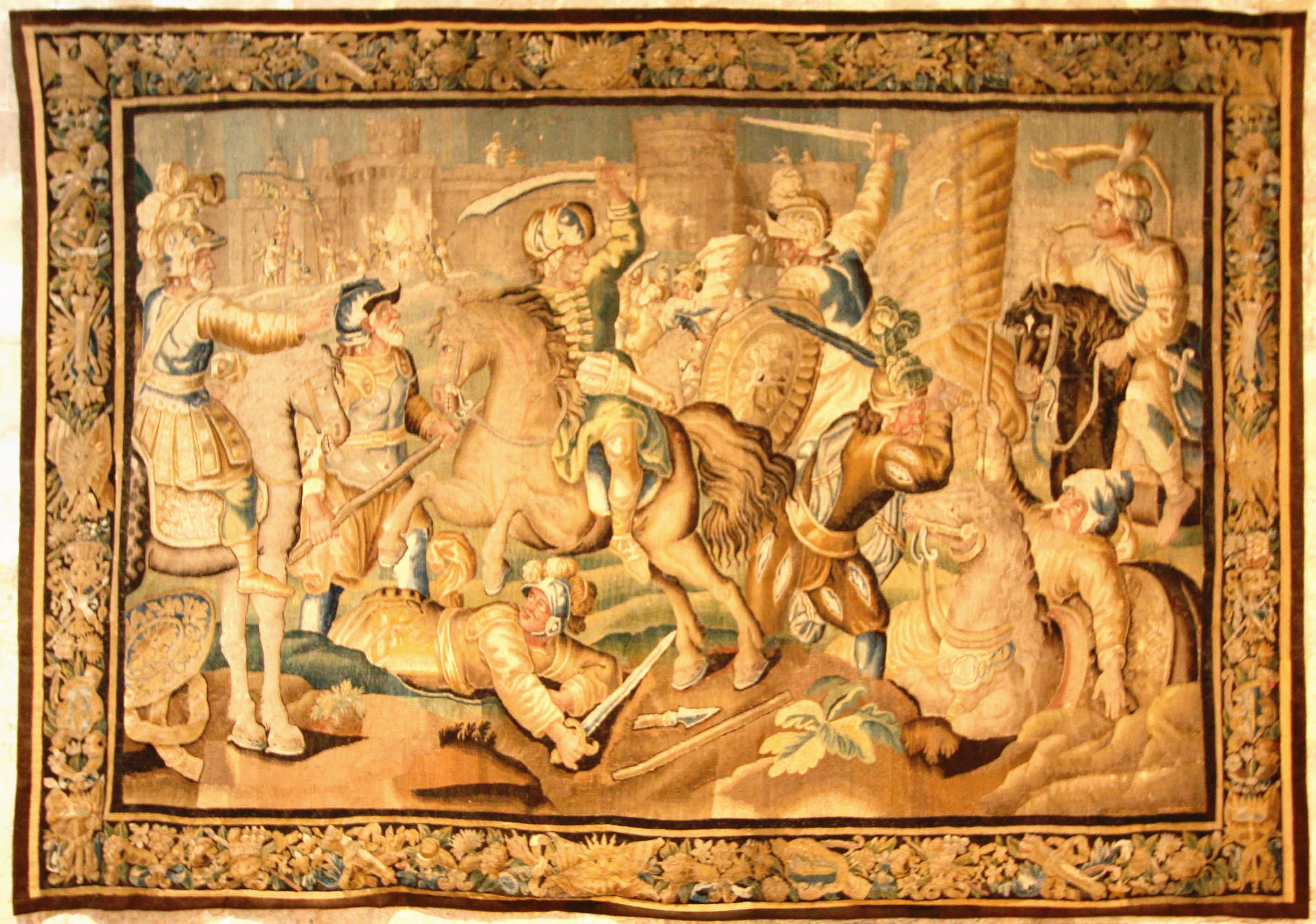
Combat de Tancred i Argant
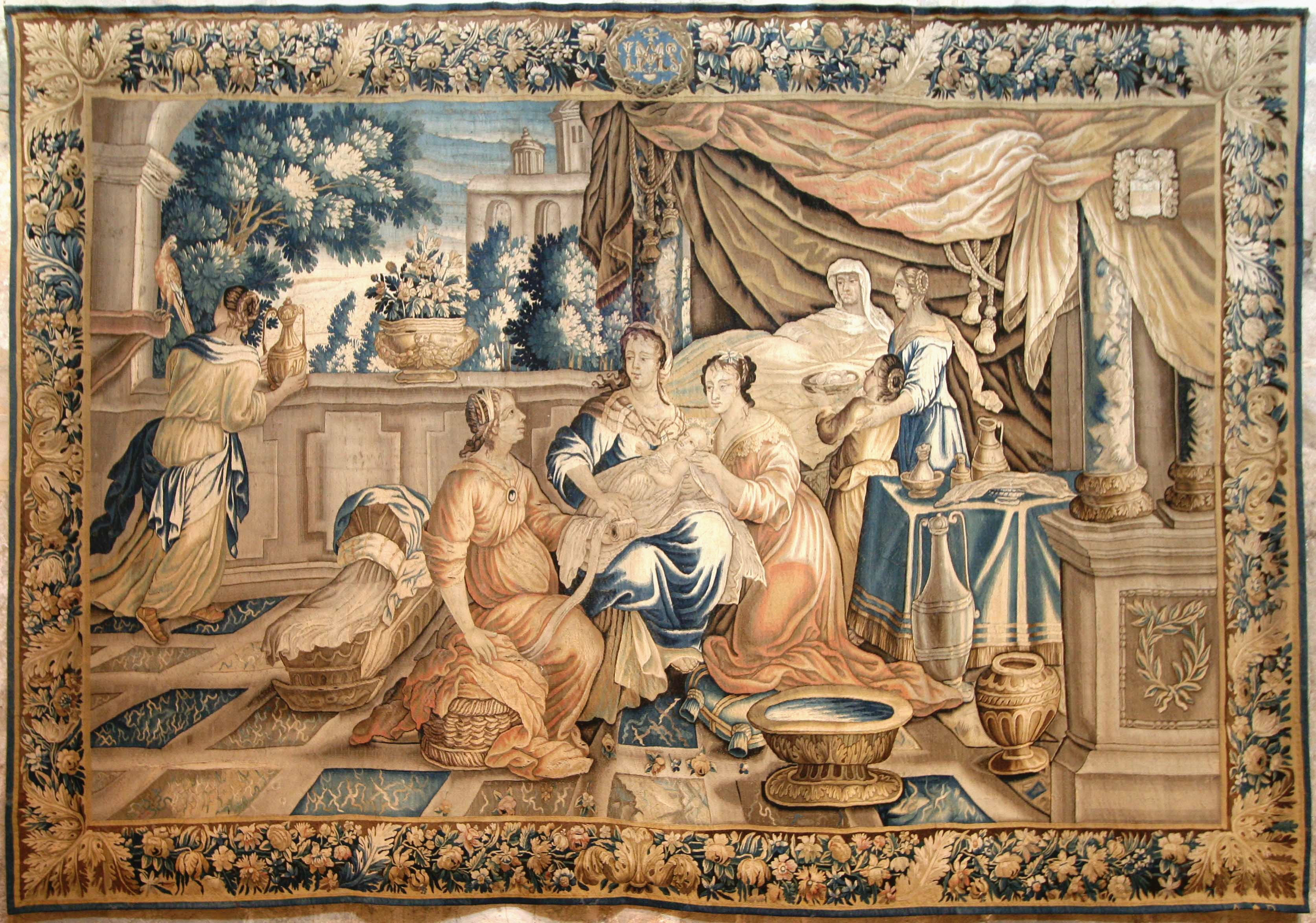
Naixement de Maria